# روسولا
الرَّوْثَل أو الروسولا أو الروسيلية أو روسيلية (الاسم العلمي: Russula) هي جنس من الفطريات يتبع الفصيلة الروسولية من رتبة الروسوليات.